# جیووانباتیستا کاتالانو
جیووانباتیستا کاتالانو (انگلیسی: Giovanbattista Catalano؛ زادهٔ ۲۲ ژانویهٔ ۱۹۹۴) بازیکن فوتبال اهل ایتالیا است.
از باشگاه‌هایی که در آن بازی کرده‌است می‌توان به باشگاه فوتبال دلفینو پسکارا و باشگاه فوتبال پارما اشاره کرد.